# Eomysticetus whitmorei
L’eomisticeto (Eomysticetus whitmorei) è un cetaceo estinto, vissuto nell'Oligocene superiore (circa 28 milioni di anni fa). I suoi resti fossili sono stati ritrovati in Nordamerica (South Carolina); è una delle più antiche balene note.

## Descrizione
Questo animale doveva essere relativamente simile a una balenottera odierna, ma il cranio era di forma assai diversa e le dimensioni erano molto minori. Crani completi di questo animale superano di poco il metro e mezzo di lunghezza, e indicano che le dimensioni dell'intero animale dovevano aggirarsi sui 7 metri. Rispetto alle odierne balenottere, Eomysticetus possedeva alcune importanti differenze: lo sfiatatoio era posizionato ben lontano dalla zona degli occhi, a circa metà del muso lungo e stretto. Il cranio di questo animale suggerisce che doveva essere presente un grande muscolo temporale, uno dei principali muscoli responsabili della chiusura delle fauci. Alcune balene attuali possiedono un legamento elastico per immagazzinare l'energia usata nell'apertura boccale durante la nutrizione, che viene poi riusata nella chiusura della mandibola. Il muscolo temporale insolitamente grande di Eomysticetus suggerisce che questa specializzazione del legamento non si era ancora evoluta, e che quindi questo animale si affidava al muscolo ipersviluppato. Le ossa dell'orecchio, al contrario di quelle delle balene attuali, erano debolmente connesse al resto del cranio. Le ossa delle pinne e le vertebre erano inoltre dotate di caratteri che richiamavano gli antichi cetacei archeoceti, come Basilosaurus e Zygorhiza. 

## Classificazione
Eomysticetus è stato descritto per la prima volta da Sanders e Barnes nel 2002, ed è considerato un rappresentante molto primitivo dei cetacei misticeti (da qui il nome Eomysticetus). Gli studiosi, a causa delle caratteristiche ben distinte da quelle degli altri misticeti arcaici, decisero di porlo in una famiglia a sé stante (Eomysticetidae), con caratteristiche antiquate e affini a quelle degli archeoceti. Altri eomisticetidi sono stati ritrovati in Giappone (Yamatocetus) e in Nuova Zelanda (Tohoraata, Tokarahia).

## Paleobiologia e paleoecologia

### Locomozione
Le vertebre conservatesi allo stato fossile sono molto simili a quelle degli antichi basilosauridi, mentre le pinne già mostravano alcune caratteristiche evolute: l'articolazione del gomito permetteva meno movimento e ciò suggerisce che la pinna si era già evoluta in una struttura simile a quella dei cetacei odierni, che funzionava grazie alla spinta idrostatica. Eomysticetus, con tutta probabilità, usava la coda bilobata per spostarsi in acqua. 

### Capacità sensoriali
La mandibola di Eomysticetus possedeva un foramen (cavità) molto grande, che ospitava un punto in cui si accumulava il grasso; questa caratteristica è presente nei misticeti attuali e si suppone fosse già presente negli archeoceti, come Basilosaurus e Remingtonocetus. Ciò indica che Eomysticetus, come i primi archeoceti marini, era in grado di sentire i suoni sott'acqua.

### Dieta
Eomysticetus è una delle più antiche balene conosciute. Come le forme odierne, era sprovvisto di denti e possedeva un muso piatto e largo. Si suppone che possedesse numerosi fanoni simili a quelli delle balene attuali, e che grazie a questi si nutrisse di grandi quantità di piccoli organismi planctonici. La mandibola gracile e diritta, tuttavia, ricorda quella degli archeoceti; ciò suggerisce che il meccanismo di nutrizione di Eomysticetus non fosse sofisticato come quello delle balene attuali.